# Anthurium tilaranense
Anthurium tilaranense är en kallaväxtart som beskrevs av Paul Carpenter Standley. Anthurium tilaranense ingår i släktet Anthurium och familjen kallaväxter. Inga underarter finns listade.